# Лехуа
Леху́а (гав. Lehua [lɛˈhuə], [nɛˈhuə]) — небольшой остров в группе Гавайских островов. В административном отношении входит в состав округа Кауаи штата Гавайи, США.

## География
Имеет форму полумесяца. Расположен в 1,1 км от самой северной точки острова Ниихау, и примерно в 31 км к западу от острова Кауаи. Площадь Лехуа составляет около 1,15 км²; длина острова — 1,8 км, ширина — 1,5 км.
Остров Лехуа является частью Национального гавайского птичьего заповедника. На Лехуа обитают как минимум 16 видов морских птиц, а также крысы и кролики.

## История
Остров был частью традиционного вождества Лехуа, которое помимо собственно одноимённого острова включало также северную часть острова Ниихау и имело общую площадь 7,93 км².
Лехуа был одним из 5 первых островов Гавайского архипелага, которые увидел Джеймс Кук во время своего плавания 1778 года. На самой высокой точке острова имеется маяк, который находится под управлением Береговой охраны США. Изначально маяк был построен в 1932 году, а с 1989 года стал работать на солнечных батареях.

## Туризм
Воды близ Лехуа — популярное место для дайвинга и сноркелинга.

## Галерея

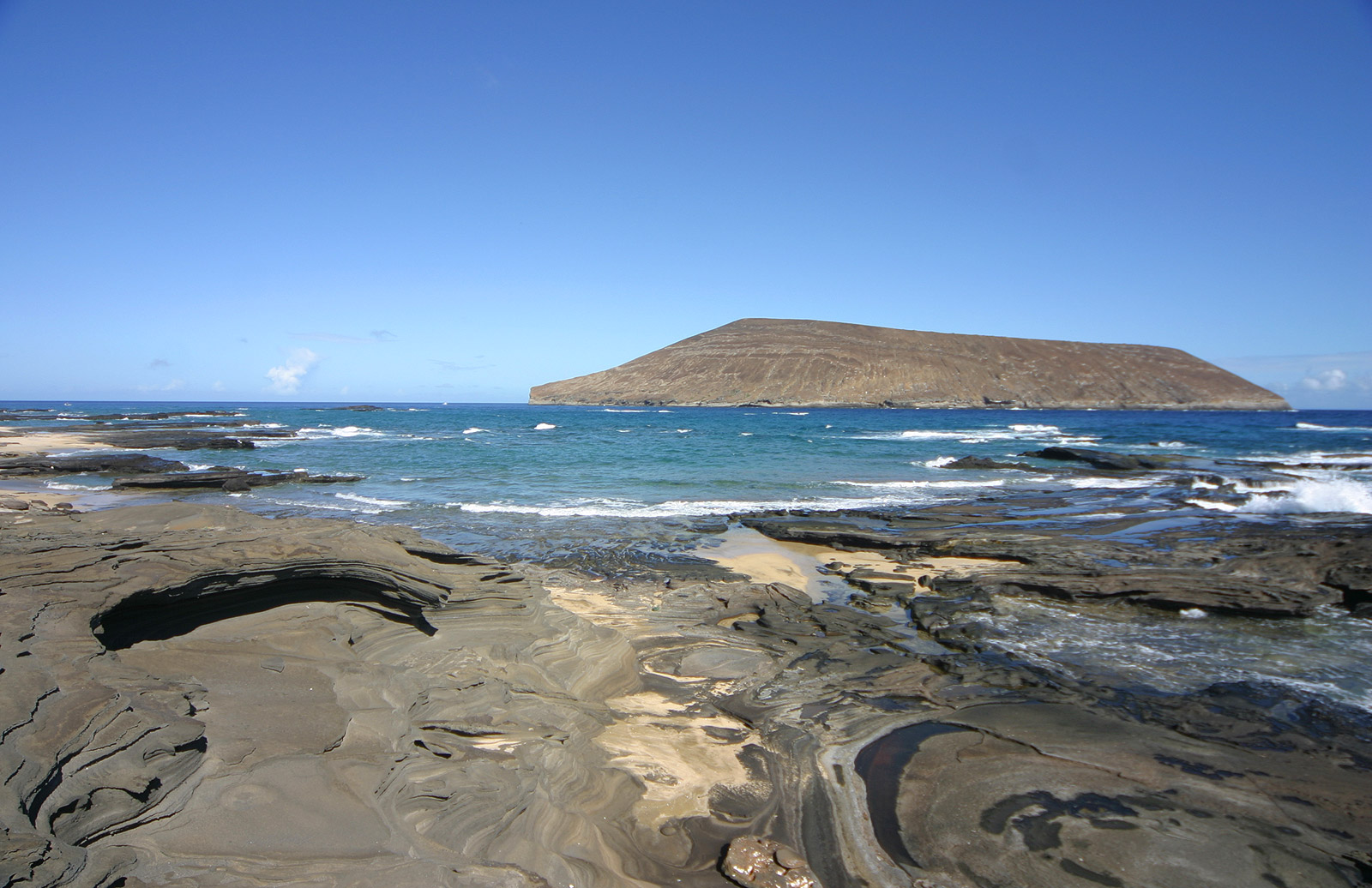
Вид на Лехуа с острова Ниихау
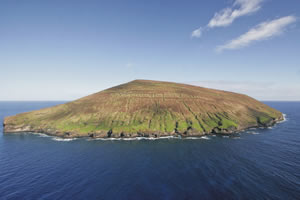
Вид на Лехуа с острова Ниихау